# 기난
기난(Ginan) 또는 남십자자리 엡실론(ε Cru)은 남십자자리 방향에 있는 항성으로 단독성이며 오렌지색으로 빛난다. 히파르코스 위성이 측정한 자료에 따르면 기난의 연간 시차는 14.19 밀리초각으로 이 값으로부터 계산한 별까지의 거리는 약 230 광년이다. 겉보기 등급은 3.58로 맨눈으로 볼 수 있다. 시선 속도는 초당 −4.60 킬로미터로 지구에 가까워지고 있다.
기난의 분광형은 K3 III로 K형 거성이다. 분광형으로 미루어 보아 기난은 중심핵에 있던 수소를 모두 태워 주계열을 이탈한 상태임을 알 수 있다. 나이는 약 20억 년, 질량은 태양의 1.5 배, 반지름은 태양의 약 28 배, 표면온도는 4294 켈빈이다. 유효온도는 태양보다 낮지만 별이 크게 부풀어 있기 때문에 전체 광도는 태양의 약 302 배에 이른다.

## 명칭
남십자자리 엡실론(ε Crucis)은 바이어 명명법으로 표기한 이름이다.
고유명칭 기난(Ginan)은 오스트레일리아 북부에 거주하는 와다만족이 부르는 이름이다. 2016년 국제천문연맹은 항성명칭심의위원회(WGSN)를 구성하여 항성들의 고유명칭을 공식 등재하는 작업에 착수했다. 기난은 2017년 11월 19일 발표한 공고문에 포함되었으며 현재 국제천문연맹 공식 항성목록에 등재되어 있다.
포르투갈어로 인트로메치다 Intrometida (참견하기 좋아하는 것)로 불리기도 한다.

## 문화
기난은 남십자성을 상징물로 쓰는 여러 국기나 단체 깃발에 등장한다.(다만 나머지 네 별만 표시하고 기난을 빼는 경우도 있다.)
- 기난은 오스트레일리아, 파푸아 뉴기니, 사모아 국기에 등장한다.
- 브라질 국기에 등장하며 이스피리투산투 주를 상징한다.[12] 브라질의 국장, 구 브라질 여권(국장 문양을 그대로 실었음), 2015년에 도입된 브라질 전자 여권 표지에 기난이 나온다.
- 오스트레일리아 빅토리아 주기(州旗)에 기난이 실려 있다.
- 기난은 유레카 깃발에 실려 있는데, 실제 위치와는 달리 십자가 중앙에 나머지 별 넷과 같은 모양으로 그려져 있다.
- 미국 제1 해병사단 휘장에 기난이 새겨져 있다.